# 羅納德·里夫林
羅納德·塞繆爾·里夫林（英語：Ronald Samuel Rivlin；1915年5月6日—2005年10月4日）是一名英裔美籍的物理學家、數學家和流變學家，也是一名知名的橡膠專家。

## 生平
里夫林出生於倫敦。他曾在劍橋大學聖約翰學院學習數學和物理學，分別於1937年和1952年取得其文學士和自然科學博士學位。

## 外部連結
- 羅納德·里夫林在數學譜系計畫的資料。
- Rivlin's contribution to Fracture Mechanics in Rubber
- A photograph of Ronald Rivlin[永久] from Nabarro-Hart
- An early photograph of Ronald Rivlin  from AIP
- photograph of Rivlin from IRSHF